# گورستان سرخ زیمی
گورستان سرخ زیمی در شهرستان املش، بخش رانکوه، روستای کلام رود واقع شده و این اثر در تاریخ ۲ آبان ۱۳۸۲ با شمارهٔ ثبت ۱۰۶۶۸ به‌عنوان یکی از آثار ملی ایران به ثبت رسیده است.